# إسماعيل الغربي
إسماعيل الغربي (مواليد 10 أبريل 2004) هو لاعب كرة قدم فرنسي من أصول تونسية، يلعب في مركز خط الوسط في نادي باريس سان جيرمان.سابقا ولنادي بارغا البرتغالي حاليا